# Eugen Johann Christoph Esper

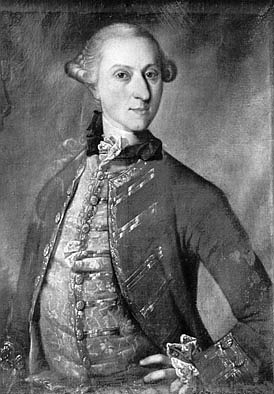
Eugen Johann Christoph Esper

Eugenius Johann Christoph Esper (n. 2 iunie 1742 - d. 27 iulie 1810) a fost entomologist, botanist și patolog german.

## Biografie
Ca și fratele său, Friedrich , primele noțiuni de științe naturale le-a primit de la tatăl, Friedrich Lorenz Esper, botanist amator. Tot spre științele naturii este îndrumat și de către profesorul său de botanică, Casimir Christoph Schmidel (1718 - 1792).
În 1781, Esper obține doctoratul în filozofie cu lucrarea De varietatibus specierum in naturale productis.

## Contribuții
În timpul liber, Esper se ocupa cu studiul naturii.  Cea mai valoroasă lucrare a sa, dedicată științelor naturale, este Die Schmetterlinge in Abbildungen nach der Natur mit Beschreibungen ("Fluturii, reprezentați după natură, cu descrieri"), scrisă în perioada 1776 - 1807. 
Toate cărțile sale sunt bogat ilustrate: minerale, păsări, plante, mușchi, insecte sunt reprezentate sub formă de planșe colorate manual.
Esper a fost primul care a cercetat paleopatologia, deci poate fi considerat ca fiind întemeietorul acestei ramuri a patologiei.

### Lucrări
- Die Schmetterlinge in Abbildungen nach der Natur mit Beschreibungen. Walther & Weigel, Erlangen, Leipzig 1777–1839 post mortem
- De varietatibus specierum in naturæ productis. Erlangen 1781.
- Ad audiendam orationem. Erlangen 1783.
- Naturgeschichte im Auszuge des Linneischen Systems, mit Erklärung der Kunstwörter. Nürnberg 1784.
- Die Pflanzenthiere in Abbildungen nach der Natur, mit Farben erleuchtet, nebst Beschreibungen. Raspe, Nürnberg 1791–1830 post mortem
- Icones fucorum. ... Abbildungen der Tange. Raspe, Nürnberg 1797–1818 p.m.
- Lehrbuch der Mineralogie. Palm, Erlangen 1810.